# 碲化氢
碲化氫是化學式為H2Te的化合物。它是碲的氫化物中结构最簡單的。

## 化学性质
許多Te-H鍵的化合物都不稳定，易釋放出H2，H2Te也是如此。
H2Te的化學性質与硒化氫类似，都是易起反應的酸性气体，H-X-H 鍵角也都接近90°。
碲化氫為吸熱性的化合物，放在空氣中不穩定且容易被酸化形成水和碲。
2 H2Te + O2 → 2 H2O + 2 Te

## 制备
可由Te2−的鹽的质子化（acidification）制备，例如用Al2Te3和Na2Te与酸反应。
Na2Te可通过Na和Te在無水氨中反應制得。

## 文化
H2Te有強烈且難受的氣味，在《神秘博士》系列的The Krotons（1968/9）中被提及，其中的描述為「世界上最糟的氣味」。